# Four Daughters

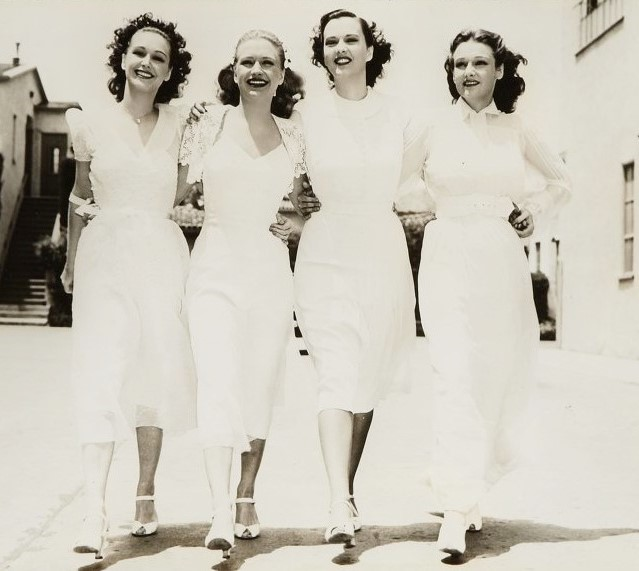
Foto d'estudi de les quatre actrius protagonistes (Priscilla Lane, Rosemary Lane, Lola Lane i Gale Page)

Four Daughters és una pel·lícula de la Warner Bros. dirigida per Michael Curtiz i protagonitzada per les germanes Lane (Priscilla, Rosemary i Lola), Gale Page i John Garfield en el seu debut cinematogràfic. Basada en el relat “Sister Act” de Fannie Hurst (1937) adaptat per Lenore J. Coffee i Julius J. Epstein, explica la història d'una família feliç de quatre germanes, les vides i els amors de les quals es veuen alterats per l'arribada d'un encantador jove compositor que s'interposa en les seves vides romàntiques. Es va estrenar el 24 de setembre de 1938 constituint un dels grans èxits de la Warner aquell any i formant part de diferents llistes de les millors pel·lícules per lo que se’n feren dues seqüeles conservant gran part del repartiment: “Four Wives” (1939) i “Four Mothers” (1941). La pel·lícula va ser nominada en cinc categories als premis Oscar.

## Argument
El professor de música Adam Lemp és vidu i té quatre filles, Thea, Emma, Kay i Ann que també són músiques. Thea, que és pianista, creu que l'amor és un motiu sobrevalorat per a casar-se per lo que té previst casar-se amb el seu veí Ben Crowley que té una vida acomodada. Emma, que toca l’arpa, és estimada per l'Ernest, un noi tímid que l’incomoda, però la família suposa que es casaran. Kay, la cantant, és l'única de les quatre germanes que té un veritable talent musical i tot i que podria aconseguir una beca per estudiar dubta de marxar de casa. La més jove, de divuit anys, és la irrefrenable violinista Ann, que es compromet amb l'Emma que cap dels dos es casarài viuran juntes per sempre.
Això canvia amb l'arribada de l’atractiu Felix Deitz, un compositor que ha vingut a la ciutat per presentar-se a un premi de música. Adam el convida a viure a casa seva i totes les noies immediatament s'enamoren d'ell. També arriba Mickey Bordon, un pianista, que ve per ajudar Felix a escriure les seves composicions. Mickey té una actitud lúgubre que ofèn a la majoria de la gent. Només Ann i la tia Etta veuen que sota aquesta capa de tristesa hi ha una persona solitària es fan amigues d'ell. Durant una excursió familiar al camp Felix es declara a Ann. Quan davant la sorpresa les altres germanes la parella anuncia el seu compromís Mickey, que també l’estima, queda destrossat.
Kay declara que marxarà a Filadèlfia per estudiar cant i Thea, al seu torn, diu a la família que ella i Ben també es casaran aviat. Emma és la més afectada, però amaga els seus sentiments a l'Ann. Poc abans del casament, Ann es troba amb Mickey, i queda molt sorpresa quant aquest li confessa el seu amor i li informa que Emma està enamorada de Felix. Aleshores, pensant que pot fer feliços tant a Mickey com a Emma, decideix fugir amb Mickey a Nova York deixant Felix per a la seva estimada germana. Emma i Felix no es casen i, poc després, ell marxa a Seattle. A Nova York, Mickey i Ann s'enfronten a constants decepcions. Amb l'esperança d'aixecar l'ànim de Mickey, la parella torna a casa dels Lemp per Nadal. Tothom és a casa excepte Kay que canta aquella nit a la ràdio. Fins i tot Fèlix està de visita per vacances. Emma li diu a l'Ann que està compromesa amb Ernest, que es va enamorar d'ell quan va tenir cura de la família després de la seva fuga. Mickey s'adona que Ann i Felix encara estan enamorats, tot i que fan tot el possible per amagar-ho. S'ofereix a portar Fèlix a l'estació de tornada i accepta deixar Ben pel camí. De camí a casa, Mickey estavella el cotxe contra un arbre. Quan la notícia de l'accident arriba a casa dels Lemp, Thea creu que Ben és el que va resultar ferit i s'adona que l'estima. Tota la família corre cap a l'hospital on s'assabenten que Mickey s'està morint. Ell i l'Ann s'acomiaden. A la primavera, Felix torna a casa dels Lemp i renova la seva proposta de matrimoni a Ann.

## Repartiment
- Priscilla Lane (Ann Lemp)
- Rosemary Lane (Kay Lemp)
- Lola Lane (Thea Lemp)
- Gale Page (Emma Lemp)
- Claude Rains (Adam Lemp)
- John Garfield (Mickey Borden)
- Jeffrey Lynn (Felix Deitz)
- Dick Foran (Ernest Talbot)
- Vera Lewis (Mrs. Ridgefield)
- Tom Dugan (Jake)
- May Robson (tia Etta)
- Frank McHugh (Ben Crowley)
- Eddie Acuff (Sam)
- Donald Kerr (Earl)
- Joe Cunningham (cambrer)
- Wilfred Lucas (doctor)
- Jerry Mandy

### Galeria d’imatges dels protagonistes
|  | Priscilla Lane com a Ann Lemp |  | John Garfield com a Mickey Borden |
|  | Rosemary Lane com a Kay Lemp  |  | Jeffrey Lynn com a Felix Deitz    |
|  | Lola Lane com a Thea Lemp     |  | May Robson com a tia Etta         |
|  | Gale Page com a Emma Lemp     |  | Frank McHugh com a Ben Crowley    |
|  | Claude Rains com a Adam Lemp  |  | Dick Foran com a Ernest Talbot    |

## Premis i nominacions
| Premi        | Categoria              | Receptors                                                    | Resultat |
| ------------ | ---------------------- | ------------------------------------------------------------ | -------- |
| Premis Oscar | Millor pel·lícula      | Hal B. Wallis i Henry Blanke (Warner Bros. i First National) | Nominat  |
| Premis Oscar | Millor director        | Michael Curtiz                                               | Nominat  |
| Premis Oscar | Millor actor secundari | John Garfield                                                | Nominat  |
| Premis Oscar | Millor guió adaptat    | Lenore Coffee i Julius J. Epstein,                           | Nominat  |
| Premis Oscar | Millor so              | Nathan Levinson                                              | Nominat  |